# Glyphodes microta
Glyphodes microta is een vlinder uit de familie van de grasmotten (Crambidae), uit de onderfamilie van de Spilomelinae. De wetenschappelijke naam van deze soort is voor het eerst voorgesteld door Edward Meyrick in een publicatie uit 1890.
De vlinder heeft een spanwijdte van ongeveer 1,5 centimeter.

## Verspreiding
De soort komt voor in Australië.

## Waardplanten
De rups leeft op soorten van de maagdenpalmfamilie (Apocynaceae) waaronder in de bloemknoppen van Parsonsia eucalyptophylla en in de bladeren van Hoya australis.